# Stare Łubki
Stare Łubki – wieś sołecka w Polsce położona w województwie mazowieckim, w powiecie płockim, w gminie Bulkowo. Łubki leżą na trasie między Nowymi Łubkami, a Sochocino-Pragą.
| SIMC    | Nazwa      | Rodzaj    |
| ------- | ---------- | --------- |
| 0561744 | Aleksewo   | część wsi |
| 0561750 | Gospodarze | część wsi |
| 0561767 | Włościany  | część wsi |

W latach 1954–1961 wieś należała i była siedzibą władz gromady Łubki, po jej zniesieniu w gromadzie Blichowo. W latach 1975–1998 miejscowość administracyjnie należała do województwa płockiego.
We wsi funkcjonuje wulkanizacja, a na jej terenie znajduje się żwirownia. Nie ma jednak budynków użyteczności publicznej.